# کالیتا چارترز
کالیتا چارترز (به انگلیسی: Kalitta Charters) یک شرکت هواپیمایی با کد یاتا K9 است.
دفتر مرکزی کالیتا چارترز در ایپسیلانتی، میشیگان، ایالات متحده آمریکا واقع شده‌است و قطب این شرکت هواپیمایی در فرودگاه ویلسون ران قرار دارد.

## ناوگان هوایی

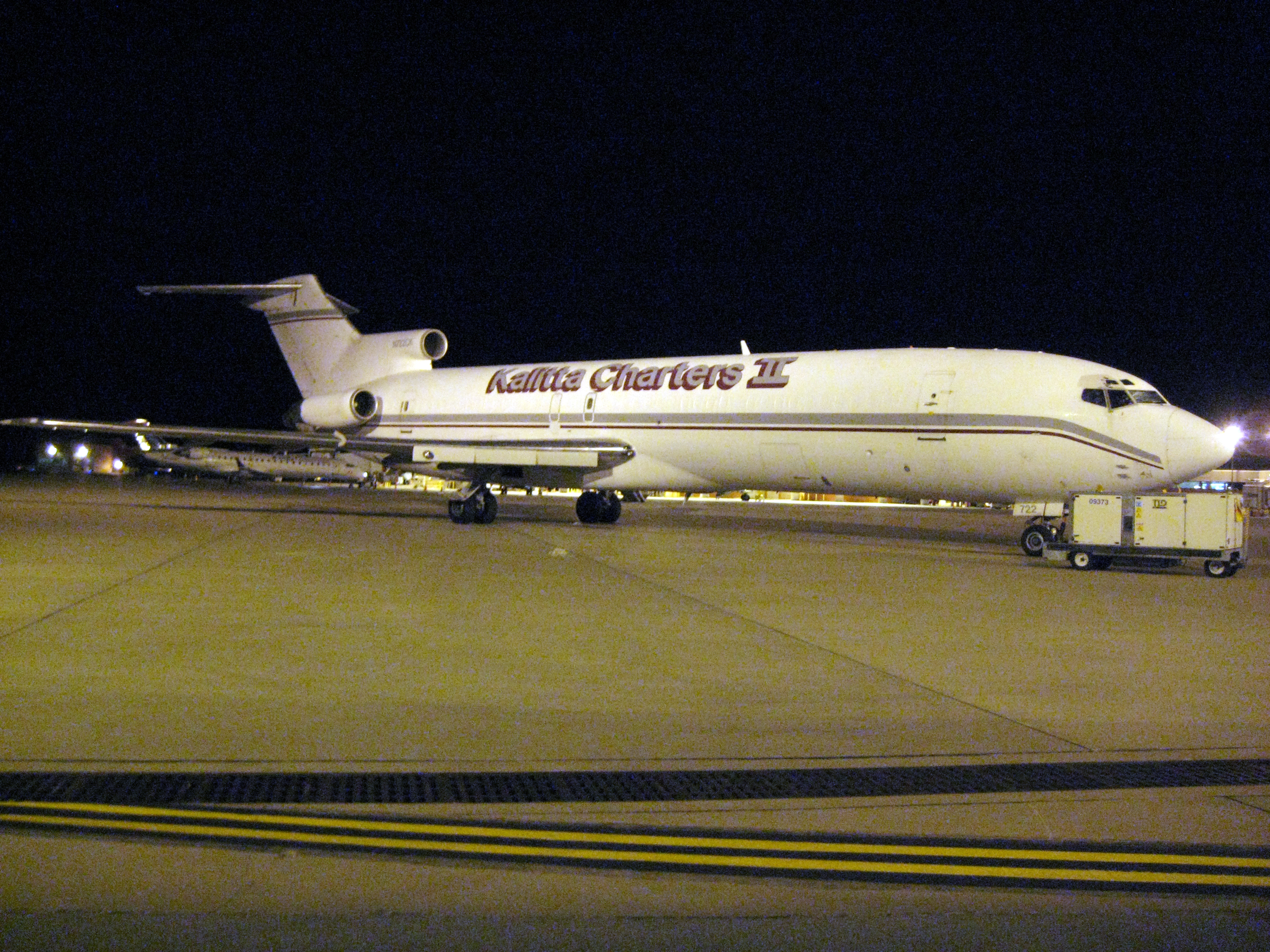
یک فروند بوئینگ ۷۲۷ شرکت کالیتا چارترز، پارک‌شده در فرودگاه بلوگرس.

- ۱ Raytheon Beech King Air ۲۰۰
- ۲ لیرجت ۲۵
- ۶ لیرجت ۳۵
- ۲ لیرجت ۳۵
- ۱۰ داسو فالکن ۲۰

Kalitta Charters II
- ۱ مک‌دانل داگلاس دی‌سی-۹
- ۱ مک‌دانل داگلاس دی‌سی-۹
- ۹ بوئینگ ۷۲۷
- ۱ بوئینگ ۷۳۷